# پل تیرنی (داور)
پل تیرنی (به انگلیسی: Paul Tierney) (زاده ۲۵ دسامبر ۱۹۸۰) داور فوتبال سالفورد منچستر بزرگ، است که در لیگ برتر انگلستان قضاوت می‌کند. او اولین قضاوت خود را در لیگ برتر در ۳۰ اوت ۲۰۱۴ انجام داد. تیرنی در ۱ ژانویه ۲۰۱۸ وارد فهرست داوران فیفا شد. او از اعضای اتحادیه فوتبال لنکشر است.
اولین تجربه قضاوت او در لیگ برتر، دیدار دو تیم سوانزی سیتی مقابل وست برومویچ آلبیون به میزبانی ورزشگاه لیبرتی در تاریخ ۳۰ اوت ۲۰۱۴ در فصل ۲۰۱۴/۱۵ بود.
در فصل ۲۰۰۸/۰۹، او به عنوان کمک داور بازی نیوکاسل یونایتد و هال سیتی در سنت جیمز پارک انتخاب شد که اولین تجربه کمک داوری او در لیگ برتر بود.
پیش از فصل ۲۰۰۹/۲۰۱۰ به عضویت گروه ملی داوران درآمد، و دیدار مکلسفیلد تاون در برابر ناتس کانتی در هفته اول لیگ دو اولین بازی‌ای بود که او قضاوت کرد.
از نکات برجسته دوران حرفه‌ای داوری او می‌توان به قضاوت بازی برگشت نیمه نهایی لیگ دو بین ساوتند یونایتد و برتون آلبیون در سال ۲۰۱۴ اشاره کرد و در همان فصل او بازی برگشت فینال لیگ فوتبال جنوبی را بین پیتربورو یونایتد و سویندون تاون قضاوت کرد.
دو سال بعد، تیرنی برای بازی برگشت مرحله نیمه نهایی بازی‌های پلی‌آف لیگ دو میان تیم‌های پلیموث آرگیل و پورتسموث انتخاب شد.
تیرنی همچنین در ومبلی قضاوت داشته‌است؛ او داور چهارم در فینال جام ویس ۲۰۱۴ بین شولینگ و وست اوکلند تاون بود
در ۲۷ مه ۲۰۱۹، او سومین قضاوت خود را در ومبلی با داوری فینال بازی‌های پلی‌آف چمپیونشیپ ۲۰۱۹ میان دو تیم استون ویلا و دربی کانتی انجام داد.
در ۲۵ آوریل ۲۰۲۱، تیرنی برای قضاوت دیدار دو تیم منچستر سیتی و تاتنهام هاتسپر در فینال جام اتحادیه فوتبال انگلستان ۲۰۲۱ انتخاب شد.